# مرگ باکره (کریستوس)
مرگ باکره یک نقاشی از پتروس کریستوس است. این اثر بین سال ۱۴۶۰ تا ۶۵ خلق شده‌است.